# Amadou Diawara
Amadou Diawara (Conakry, 17 luglio 1997) è un calciatore guineano, centrocampista del Leganés e della nazionale guineana.

## Caratteristiche tecniche
Classico mediano, ispiratosi a Yaya Touré, trova la sua posizione ideale davanti alla difesa in un centrocampo disposto a 4-2-3-1 o in un 4-3-3. Molto abile nello spezzare le trame del gioco avversario e nel far ripartire l'azione, si è da subito contraddistinto per la grande tranquillità con cui approccia le partite e per la grande lucidità di pensiero nell'interpretare le azioni. Preciso nei passaggi, cerca con frequenza la verticalizzazione.

## Carriera

### Club

#### San Marino
Nato in Guinea, all'età di 10 anni si iscrive a una scuola calcio. Dopo qualche anno viene portato in Italia dal procuratore Robert Visan. Qui viene inizialmente tesserato per la società dilettantistica Virtus Cesena e nel 2014, a 17 anni, dopo un paio di provini viene ingaggiato dal San Marino, militante in Lega Pro, dove colleziona 15 presenze. Ha esordito tra i professionisti l'8 febbraio 2015 in occasione di Santarcangelo-San Marino.

#### Bologna
Il 23 giugno 2015 si trasferisce a titolo definitivo al Bologna per 500.000 Euro, con il quale esordisce alla prima partita ufficiale della stagione, in Coppa Italia, nella sconfitta per 1-0 contro il Pavia. Il debutto in Serie A avviene una settimana più tardi, il 22 agosto 2015, quando subentra all'infortunato Lorenzo Crisetig nella partita in trasferta contro la Lazio, persa dai rossoblù con il punteggio di 2-1. Inizialmente aggregato alla Primavera, le sue ottime prestazioni convincono prima Delio Rossi e poi Roberto Donadoni a inserirlo titolare. Conclude la sua prima stagione in Serie A con 34 presenze. Poco dopo la fine del campionato e l'aver partecipato, insieme alla squadra, al pre-ritiro a Castiadas, in Sardegna, si rende protagonista di un piccolo caso mediatico, non essendosi infatti presentato al raduno prima della partenza per Castelrotto, sede del ritiro dei rossoblù, senza fornire spiegazione alcuna e nascondendo dove si trovasse, rifiutando quindi la partecipazione al ritiro stesso per spingere il club alla cessione.

#### Napoli
Il 26 agosto 2016 viene acquistato dal Napoli a titolo definitivo. Il 19 ottobre 2016 esordisce con la maglia azzurra nella sfida di Champions League contro il Beşiktaş, subentrando a Jorginho nel secondo tempo. Il 23 ottobre 2016 esordisce da titolare con la maglia del Napoli nella sfida di Serie A contro il Crotone. Chiude la sua prima stagione in azzurro con 28 presenze, di cui 18 in campionato, 6 in UEFA Champions League e 4 in Coppa Italia.
Il 17 ottobre 2017 trova la sua prima rete in carriera su calcio di rigore nella partita di Champions League persa contro il Manchester City per 2-1. L'8 aprile 2018 sigla il suo primo gol in Serie A, al minuto 93, portando alla vittoria i partenopei per 2-1 contro il Chievo.
A Napoli non ha trovato molto spazio nei 3 anni di militanza, e nell'ultima stagione ha subito un infortunio in marzo contro l'Udinese che gli ha fatto concludere anzitempo la stagione.

#### Roma
Il 1º luglio 2019 viene acquistato a titolo definitivo dalla Roma per 21 milioni di euro e con un contratto quinquennale. Debutta con i capitolini il 1º settembre seguente, subentrando a Florenzi nel derby contro la Lazio. Il 19 settembre successivo, debutta in giallorosso in Europa League, contro l'İstanbul Başakşehir. Dopo avere avuto un infortunio a inizio stagione, da ottobre diviene titolare nel centrocampo della squadra. Trova la sua prima rete con i capitolini il 29 luglio 2020, nella gara di campionato contro il Torino: oltre alla vittoria dei giallorossi, la sua rete sancisce anche la qualificazione della Roma alla seguente edizione dell'Europa League.
Nella seconda stagione in giallorosso, subito dopo il termine di Verona-Roma (gara d'avvio della Serie A 2020-2021), i capitolini pagano con un 3-0 a tavolino l'erroneo inserimento da parte della stessa dirigenza di Diawara nella lista dei giocatori Under-22 in rosa. Dopo molte assenze e panchine, complici infortuni e contagio per Covid-19 (per quest'ultimo è stato fermo un mese), nella seconda parte di stagione trova spazio anche fra i titolari, andando anche a segno in occasione del successo per 1-2 in casa della Fiorentina del 3 marzo 2021 decidendo la sfida nel finale.
Il 19 agosto 2021 debutta in Conference League, subentrando al compagno di reparto Jordan Veretout nella partita vinta in casa del Trabzonspor (1-2). In questa stagione, complice anche una prestazione negativa nella sconfitta per 6-1 contro il Bodø/Glimt, finisce ai margini della rosa.

#### Anderlecht e Eldense
Il 31 agosto 2022 viene ceduto all'Anderlecht per 3 milioni di euro e il 50% di una futura rivendita.
Esordisce con i belgi il 4 settembre successivo, partendo da titolare e giocando 78 minuti nella sfida di campionato pareggiata contro il OH Lovanio.
Dopo due stagioni e mezzo in Belgio si trasferisce in seconda serie spagnola all'Eldense dove rimane per sei mesi nei quali colleziona 12 presenze e 2 gol, al termine della stagione rimane poi svincolato.

#### Leganés
Dopo essersi svincolato dall'Eldense, il 31 luglio 2025 firma un contratto biennale, con opzione per il terzo, per il Leganés.

### Nazionale
Esordisce con la nazionale guineana il 12 ottobre 2018 a Conakry contro il Ruanda, subentrando nel secondo tempo della partita vinta per 2-0 e valida per le qualificazioni alla Coppa d'Africa 2019. Viene poi convocato per la competizione continentale, in cui gioca tutte e 4 le partite della squadra eliminata agli ottavi dall'Algeria, futura vincitrice del torneo.

## Statistiche

### Presenze e reti nei club
Statistiche aggiornate al 7 settembre 2023.
| Stagione          | Squadra           | Campionato        | Campionato | Campionato | Coppe nazionali | Coppe nazionali | Coppe nazionali | Coppe europee | Coppe europee | Coppe europee | Altre coppe | Altre coppe | Altre coppe | Totale | Totale |
| Stagione          | Squadra           | Comp              | Pres       | Reti       | Comp            | Pres            | Reti            | Comp          | Pres          | Reti          | Comp        | Pres        | Reti        | Pres   | Reti   |
| ----------------- | ----------------- | ----------------- | ---------- | ---------- | --------------- | --------------- | --------------- | ------------- | ------------- | ------------- | ----------- | ----------- | ----------- | ------ | ------ |
| 2014-2015         | San Marino        | LP                | 15         | 0          | CI-LP           | 0               | 0               | -             | -             | -             | -           | -           | -           | 15     | 0      |
| 2015-2016         | Bologna           | A                 | 34         | 0          | CI              | 1               | 0               | -             | -             | -             | -           | -           | -           | 35     | 0      |
| 2016-2017         | Napoli            | A                 | 18         | 0          | CI              | 4               | 0               | UCL           | 6             | 0             | -           | -           | -           | 28     | 0      |
| 2017-2018         | Napoli            | A                 | 18         | 1          | CI              | 1               | 0               | UCL+UEL       | 6+2           | 1+0           | -           | -           | -           | 27     | 2      |
| 2018-2019         | Napoli            | A                 | 13         | 0          | CI              | 2               | 0               | UCL+UEL       | 0+4           | 0             | -           | -           | -           | 19     | 0      |
| Totale Napoli     | Totale Napoli     | Totale Napoli     | 49         | 1          |                 | 7               | 0               |               | 18            | 1             |             | -           | -           | 74     | 2      |
| 2019-2020         | Roma              | A                 | 22         | 1          | CI              | 2               | 0               | UEL           | 6             | 0             | -           | -           | -           | 30     | 1      |
| 2020-2021         | Roma              | A                 | 18         | 1          | CI              | 0               | 0               | UEL           | 10            | 0             | -           | -           | -           | 28     | 1      |
| 2021-2022         | Roma              | A                 | 4          | 0          | CI              | 0               | 0               | UECL          | 4             | 0             | -           | -           | -           | 8      | 0      |
| Totale Roma       | Totale Roma       | Totale Roma       | 44         | 2          |                 | 2               | 0               |               | 20            | 0             |             | -           | -           | 66     | 2      |
| 2022-2023         | Anderlecht        | D1                | 22         | 1          | CB              | 2               | 0               | UECL          | 11            | 0             | -           | -           | -           | 35     | 1      |
| 2023-2024         | Anderlecht        | D1                | 11         | 0          | CB              | 1               | 0               |               | -             | -             | -           | -           | -           | 12     | 0      |
| Totale Anderlecht | Totale Anderlecht | Totale Anderlecht | 33         | 1          |                 | 3               | 0               |               | 11            | 0             |             | -           | -           | 47     | 1      |
| Totale carriera   | Totale carriera   | Totale carriera   | 173        | 4          |                 | 12              | 0               |               | 49            | 1             |             | 0           | 0           | 235    | 5      |

### Cronologia presenze e reti in nazionale
| Cronologia completa delle presenze e delle reti in nazionale ― Guinea | Cronologia completa delle presenze e delle reti in nazionale ― Guinea | Cronologia completa delle presenze e delle reti in nazionale ― Guinea | Cronologia completa delle presenze e delle reti in nazionale ― Guinea | Cronologia completa delle presenze e delle reti in nazionale ― Guinea | Cronologia completa delle presenze e delle reti in nazionale ― Guinea | Cronologia completa delle presenze e delle reti in nazionale ― Guinea | Cronologia completa delle presenze e delle reti in nazionale ― Guinea |
| Data                                                                  | Città                                                                 | In casa                                                               | Risultato                                                             | Ospiti                                                                | Competizione                                                          | Reti                                                                  | Note                                                                  |
| --------------------------------------------------------------------- | --------------------------------------------------------------------- | --------------------------------------------------------------------- | --------------------------------------------------------------------- | --------------------------------------------------------------------- | --------------------------------------------------------------------- | --------------------------------------------------------------------- | --------------------------------------------------------------------- |
| 12-10-2018                                                            | Conakry                                                               | Guinea                                                                | 2 – 0                                                                 | Ruanda                                                                | Qual. Coppa d'Africa 2019                                             | -                                                                     | 65’                                                                   |
| 16-10-2018                                                            | Kigali                                                                | Ruanda                                                                | 1 – 1                                                                 | Guinea                                                                | Qual. Coppa d'Africa 2019                                             | -                                                                     |                                                                       |
| 18-11-2018                                                            | Conakry                                                               | Guinea                                                                | 1 – 1                                                                 | Costa d'Avorio                                                        | Qual. Coppa d'Africa 2019                                             | -                                                                     |                                                                       |
| 7-6-2019                                                              | Marrakech                                                             | Guinea                                                                | 0 – 1                                                                 | Gambia                                                                | Amichevole                                                            | -                                                                     |                                                                       |
| 11-6-2019                                                             | Marrakech                                                             | Guinea                                                                | 0 – 1                                                                 | Benin                                                                 | Amichevole                                                            | -                                                                     | 87’                                                                   |
| 16-6-2019                                                             | Alessandria d'Egitto                                                  | Egitto                                                                | 3 – 1                                                                 | Guinea                                                                | Amichevole                                                            | -                                                                     | 87’                                                                   |
| 22-6-2019                                                             | Alessandria d'Egitto                                                  | Guinea                                                                | 2 – 2                                                                 | Madagascar                                                            | Coppa d'Africa 2019 - 1º turno                                        | -                                                                     |                                                                       |
| 26-6-2019                                                             | Alessandria d'Egitto                                                  | Nigeria                                                               | 1 – 0                                                                 | Guinea                                                                | Coppa d'Africa 2019 - 1º turno                                        | -                                                                     |                                                                       |
| 30-6-2019                                                             | Il Cairo                                                              | Burundi                                                               | 0 – 2                                                                 | Guinea                                                                | Coppa d'Africa 2019 - 1º turno                                        | -                                                                     |                                                                       |
| 7-7-2019                                                              | Il Cairo                                                              | Algeria                                                               | 3 – 0                                                                 | Guinea                                                                | Coppa d'Africa 2019 - Ottavi di finale                                | -                                                                     |                                                                       |
| 10-10-2020                                                            | São João da Venda                                                     | Capo Verde                                                            | 1 – 2                                                                 | Guinea                                                                | Amichevole                                                            | -                                                                     |                                                                       |
| 24-3-2021                                                             | Conakry                                                               | Guinea                                                                | 1 – 0                                                                 | Mali                                                                  | Qual. Coppa d'Africa 2021                                             | -                                                                     | 71’                                                                   |
| 1-9-2021                                                              | Nouakchott                                                            | Guinea-Bissau                                                         | 1 – 1                                                                 | Guinea                                                                | Qual. Mondiali 2022                                                   | -                                                                     | 74’                                                                   |
| 6-10-2021                                                             | Marrakech                                                             | Sudan                                                                 | 1 – 1                                                                 | Guinea                                                                | Qual. Mondiali 2022                                                   | -                                                                     | 46’                                                                   |
| 9-10-2021                                                             | Agadir                                                                | Guinea                                                                | 2 – 2                                                                 | Sudan                                                                 | Qual. Mondiali 2022                                                   | -                                                                     |                                                                       |
| 12-10-2021                                                            | Rabat                                                                 | Guinea                                                                | 1 – 4                                                                 | Marocco                                                               | Qual. Mondiali 2022                                                   | -                                                                     | 85’                                                                   |
| 12-11-2021                                                            | Conakry                                                               | Guinea                                                                | 1 – 1                                                                 | Guinea-Bissau                                                         | Qual. Mondiali 2022                                                   | -                                                                     | 82’                                                                   |
| 16-11-2021                                                            | Rabat                                                                 | Marocco                                                               | 3 – 0                                                                 | Guinea                                                                | Qual. Mondiali 2022                                                   | -                                                                     |                                                                       |
| 3-1-2022                                                              | Kigali                                                                | Ruanda                                                                | 3 – 0                                                                 | Guinea                                                                | Amichevole                                                            | -                                                                     | 68’                                                                   |
| 6-1-2022                                                              | Kigali                                                                | Ruanda                                                                | 0 – 2                                                                 | Guinea                                                                | Amichevole                                                            | -                                                                     | 46’                                                                   |
| 10-1-2022                                                             | Bafoussam                                                             | Guinea                                                                | 1 – 0                                                                 | Malawi                                                                | Coppa d'Africa 2021 - 1º turno                                        | -                                                                     |                                                                       |
| 14-1-2022                                                             | Bafoussam                                                             | Senegal                                                               | 0 – 0                                                                 | Guinea                                                                | Coppa d'Africa 2021 - 1º turno                                        | -                                                                     | 49’ 78’                                                               |
| 24-1-2022                                                             | Bafoussam                                                             | Guinea                                                                | 0 – 1                                                                 | Gambia                                                                | Coppa d'Africa 2021 - Ottavi finale                                   | -                                                                     | cap.                                                                  |
| 25-3-2022                                                             | Kortrijk                                                              | Sudafrica                                                             | 0 – 0                                                                 | Guinea                                                                | Amichevole                                                            | -                                                                     |                                                                       |
| 5-6-2022                                                              | Il Cairo                                                              | Egitto                                                                | 1 – 0                                                                 | Guinea                                                                | Qual. Coppa d'Africa 2023                                             | -                                                                     | 29’                                                                   |
| 9-6-2022                                                              | Conakry                                                               | Guinea                                                                | 1 – 0                                                                 | Malawi                                                                | Qual. Coppa d'Africa 2023                                             | -                                                                     |                                                                       |
| 23-9-2022                                                             | Orano                                                                 | Algeria                                                               | 1 – 0                                                                 | Guinea                                                                | Amichevole                                                            | -                                                                     | 60’                                                                   |
| 27-9-2022                                                             | Amiens                                                                | Costa d'Avorio                                                        | 3 – 1                                                                 | Guinea                                                                | Amichevole                                                            | -                                                                     | 82’                                                                   |
| 24-3-2023                                                             | Casablanca                                                            | Guinea                                                                | 2 – 0                                                                 | Etiopia                                                               | Qual. Coppa d'Africa 2023                                             | -                                                                     |                                                                       |
| 27-3-2023                                                             | Rabat                                                                 | Etiopia                                                               | 2 – 3                                                                 | Guinea                                                                | Qual. Coppa d'Africa 2023                                             | -                                                                     |                                                                       |
| 14-6-2023                                                             | Marrakech                                                             | Guinea                                                                | 1 – 2                                                                 | Egitto                                                                | Qual. Coppa d'Africa 2023                                             | -                                                                     |                                                                       |
| 17-6-2023                                                             | Cornellà de Llobregat                                                 | Brasile                                                               | 4 – 1                                                                 | Guinea                                                                | Amichevole                                                            | -                                                                     |                                                                       |
| 9-9-2023                                                              | Lilongwe                                                              | Malawi                                                                | 2 – 2                                                                 | Guinea                                                                | Qual. Coppa d'Africa 2023                                             | -                                                                     | 68’                                                                   |
| 13-10-2023                                                            | Setúbal                                                               | Guinea                                                                | 1 – 0                                                                 | Guinea-Bissau                                                         | Amichevole                                                            | -                                                                     | 80’                                                                   |
| 17-10-2023                                                            | São João da Venda                                                     | Guinea                                                                | 1 – 1                                                                 | Gabon                                                                 | Amichevole                                                            | -                                                                     | 55’ 63’                                                               |
| 17-11-2023                                                            | Berkane                                                               | Guinea                                                                | 2 – 1                                                                 | Uganda                                                                | Qual. Mondiali 2026                                                   | -                                                                     | cap.                                                                  |
| 21-11-2023                                                            | Francistown                                                           | Botswana                                                              | 1 – 0                                                                 | Guinea                                                                | Qual. Mondiali 2026                                                   | -                                                                     | cap. 47’ 82’                                                          |
| 19-1-2024                                                             | Yamoussoukro                                                          | Guinea                                                                | 1 – 0                                                                 | Gambia                                                                | Coppa d'Africa 2023 - 1º turno                                        | -                                                                     | 87’                                                                   |
| 23-1-2024                                                             | Yamoussoukro                                                          | Guinea                                                                | 0 – 2                                                                 | Senegal                                                               | Coppa d'Africa 2023 - 1º turno                                        | -                                                                     |                                                                       |
| 28-1-2024                                                             | Abidjan                                                               | Guinea Equatoriale                                                    | 0 – 1                                                                 | Guinea                                                                | Coppa d'Africa 2023 - Ottavi di finale                                | -                                                                     |                                                                       |
| 2-2-2024                                                              | Abidjan                                                               | RD del Congo                                                          | 3 – 1                                                                 | Guinea                                                                | Coppa d'Africa 2023 - Quarti di finale                                | -                                                                     | 64’ 69’                                                               |
| 6-6-2024                                                              | Baraki                                                                | Algeria                                                               | 1 – 2                                                                 | Guinea                                                                | Qual. Mondiali 2026                                                   | -                                                                     | 74’                                                                   |
| 10-6-2024                                                             | El Jadida                                                             | Guinea                                                                | 0 – 1                                                                 | Mozambico                                                             | Qual. Mondiali 2026                                                   | -                                                                     | Cap.                                                                  |
| Totale                                                                |                                                                       | Presenze                                                              | 43                                                                    |                                                                       | Reti                                                                  | 0                                                                     |                                                                       |

| Cronologia completa delle presenze e delle reti in nazionale ― Guinea olimpica | Cronologia completa delle presenze e delle reti in nazionale ― Guinea olimpica | Cronologia completa delle presenze e delle reti in nazionale ― Guinea olimpica | Cronologia completa delle presenze e delle reti in nazionale ― Guinea olimpica | Cronologia completa delle presenze e delle reti in nazionale ― Guinea olimpica | Cronologia completa delle presenze e delle reti in nazionale ― Guinea olimpica | Cronologia completa delle presenze e delle reti in nazionale ― Guinea olimpica | Cronologia completa delle presenze e delle reti in nazionale ― Guinea olimpica |
| Data                                                                           | Città                                                                          | In casa                                                                        | Risultato                                                                      | Ospiti                                                                         | Competizione                                                                   | Reti                                                                           | Note                                                                           |
| ------------------------------------------------------------------------------ | ------------------------------------------------------------------------------ | ------------------------------------------------------------------------------ | ------------------------------------------------------------------------------ | ------------------------------------------------------------------------------ | ------------------------------------------------------------------------------ | ------------------------------------------------------------------------------ | ------------------------------------------------------------------------------ |
| 24-7-2024                                                                      | Nizza                                                                          | Guinea olimpica                                                                | 1 – 2                                                                          | Nuova Zelanda olimpica                                                         | Olimpiadi 2024 - 1º turno                                                      | 1                                                                              |                                                                                |
| 27-7-2024                                                                      | Nizza                                                                          | Francia olimpica                                                               | 1 – 0                                                                          | Guinea olimpica                                                                | Olimpiadi 2024 - 1º turno                                                      | -                                                                              |                                                                                |
| 30-7-2024                                                                      | Saint-Etienne                                                                  | Stati Uniti olimpica                                                           | 3 – 0                                                                          | Guinea olimpica                                                                | Olimpiadi 2024 - 1º turno                                                      | -                                                                              | 63’                                                                            |
| Totale                                                                         |                                                                                | Presenze                                                                       | 3                                                                              |                                                                                | Reti                                                                           | 1                                                                              |                                                                                |

## Palmarès

### Club
- UEFA Conference League: 1

Roma: 2021-2022